# ديفيد إرفينغ
ديفيد إرفينغ (بالإنجليزية: David Irving)‏ (10 سبتمبر 1951 في المملكة المتحدة - ) هو مدرب كرة قدم ولاعب كرة قدم بريطاني في مركز الهجوم. لعب مع أولدهام أثلتيك وسان خوسيه إيرثكويكس وشيفيلد يونايتد ونادي إيفرتون ونادي شامروك روفرز وتلسا رافنكس وأتلانتا تشيفز وOulun Palloseura (football) ‏ ونادي ووركينغتون وفورت لودردايل سترايكرز.

## وصلات خارجية
- ديفيد إرفينغ على موقع قاعدة بيانات كرة القدم.إي يو (الإنجليزية)